# Глостер Кортхаус (Вирџинија)
Глостер Кортхаус (енгл. Gloucester Courthouse) насељено је место без административног статуса у америчкој савезној држави Вирџинија.

## Демографија
По попису из 2010. године број становника је 2.951, што је 682 (30,1%) становника више него 2000. године.
| Група             | 2000.         | 2010.         |
| Белци             | 1.959 (86,3%) | 2.452 (83,1%) |
| Афроамериканци    | 242 (10,7%)   | 341 (11,6%)   |
| Азијати           | 6 (0,3%)      | 38 (1,3%)     |
| Хиспаноамериканци | 26 (1,1%)     | 63 (2,1%)     |
| Укупно            | 2.269         | 2.951         |